# Неонатологија
Неонатологија је субспецијалност педијатрије која обухвата медицинску негу новорођенчади, посебно оне која су болесна или превремено рођена, до 28 дана старости. Ова грана медицине је болничког типа и обично се примењује у јединицама интензивне неге новорођенчади (NICU). Главни пацијенти неонатолога су новорођенчад која су болесна или захтевају посебну медицинску негу због превременог рођења, ниске порођајне тежине, интраутерине заосталости у расту, урођених малформација (конгениталних аномалија), сепсе, плућне хипоплазије или перинаталне асфиксије.

## Историјски развој
Иако су високе стопе морталитета новорођенчади биле препознате у медицинској заједници још у 1860-им годинама, напредак у модерној неонаталној интензивној нези довео је до значајног смањења смртности новорођенчади у савременом добу. Овај напредак постигнут је кроз комбинацију технолошких иновација, бољег разумевања физиологије новорођенчади, побољшања хигијенских услова и развоја специјализованих јединица за неонаталну интензивну негу.
Средином 19. века, нега новорођенчади била је у зачетку и углавном су је водили акушери. Међутим, почетком 20. века педијатри су почели да преузимају директнију улогу у збрињавању новорођенчади. Термин неонатологија увео је др Александар Шафер 1960. године, а Амерички одбор за педијатрију званично је установио сертификат за ову субспецијалност 1975. године.
Године 1835, руски лекар Георг фон Рил развио је примитивни инкубатор направљен од два метална суда постављена један у други, са слојем топле воде између њих. До средине 1850-их, ови „грејни судови” били су у редовној употреби у Московској болници за напуштену децу ради збрињавања превремено рођене новорођенчади.
Године 1857, Жан-Луј-Пол Денис је први објавио опис сопственог, сличног дизајна инкубатора и први је у медицинској литератури истакао његову корист у збрињавању превремено рођених беба.
Године 1898, др Џозеф Дејли је успоставио прву инкубаторску станицу за одојчад у Чикагу, Илиноис. Први амерички уџбеник о неонатологији је објављен 1922. године.
До 1931. године, др А. Роберт Бауер је додао софистициранија унапређења, укључујући контролу влажности и допремање кисеоника, поред могућности загревања, што је додатно побољшало стопу преживљавања новорођенчади.
1950-их година дошло је до брзог развоја неонаталних услуга захваљујући увођењу механичке вентилације за новорођенчад, што је омогућило опстанак беба са све мањом порођајном тежином.
Године 1952, анестезиолог др Вирџинија Апгар развила је Апгар тест, стандардизовани систем за процену стања новорођенчета одмах након рођења, који усмерава даље кораке у реанимацији ако је потребно.
Прва специјализована јединица интензивне неге за новорођенчад (NICU) основана је 1965. године у болници Јејл, Њу Хејвен у Конектикату. Пре тога, превремено рођене и критично болесне бебе биле су смештене у обичним новорођенчким собама без специјализоване опреме за реанимацију.
Године 1968, др Џеролд Луси је показао да се хипербилирубинемија код превремено рођене деце (неонатална жутица) може успешно лечити излагањем вештачком плавом светлу. Ово откриће довело је до шире примене фототерапије, која је данас стандардни третман неонаталне жутице.
Током 1980-их, развој терапије замене плућног сурфактанта значајно је побољшао стопу преживљавања екстремно превремено рођене деце и смањио учесталост хроничних плућних болести, једне од компликација механичке вентилације код мање превремено рођених новорођенчади.

## Савремено доба
У модерној неонаталној јединици, бебе тешке 1000 грама и рођене после 27 недеља гестације имају приближно 90% шансе да преживе, а већина има нормалан развој. Деца која захтевају интензивну негу лече се у специјализованим јединицама интензивне неге, где такве пацијенте лече педијатријски анестезиолози, реаниматолози и неонатолози.
Од 2011. године 17. новембар се обележава као Светски дан превремено рођених беба, осмишљен да скрене пажњу на проблеме превремено рођених беба и њихових породица.
Уобичајене процедуре у инструменталној дијагностици за недоношчад и новорођенчад данас су:
1. Ултразвук , укључујући Доплер ултрасонографију,
2. рендгенски прегледи,
3. технике попречног пресека ( компјутеризована томографија и магнетна резонанца),
4. електроенцефалографија и полисомнографија.

## Академска обука
У Сједињеним Америчким Државама, лекар прво завршава специјализацију из педијатрије, а затим додатну трогодишњу субспецијализацију из неонатологије. Већина, али не сви неонатолози у САД-у, поседују сертификат из педијатрије од стране American Board of Pediatrics или American Osteopathic Board of Pediatrics, као и сертификат из субспецијализације Neonatal-Perinatal Medicine од истих институција.
Већина земаља сада има сличне програме постдипломске обуке у неонатологији, као грани педијатрије.
У Уједињеном Краљевству, након дипломирања на медицинском факултету и завршетка двогодишњег foundation програма, лекар који жели да постане неонатолог уписује осмогодишњу специјализацију из педијатрије. Последње две до три године овог програма посвећене су субспецијалистичкој обуци из неонатологије.
Неонатална нега је такође специјализација у оквиру сестринства, у којој медицинске сестре и техничари стичу специјализована знања и вештине за бригу о новорођенчади.
Медицинска специјалност педијатар-неонатолог званично се појавила у Совјетском Савезу 1987. године.
У Немачкој, специјализација за неонатологију може се стећи након завршене специјалистичке педијатријске обуке и одговарајућег даљег усавршавања у неонатолошкој установи. Након успешно завршеног периода обуке од 24 месеца уз накнадни преглед, надлежно државно лекарско удружење додељује стручно звање неонатолог.

## Спектар неге
Неонатолози се не фокусирају на одређени органски систем, већ на бригу о новорођенчадима која захтевају хоспитализацију у јединицама интензивне неонаталне неге. Они такође могу деловати као општи педијатри, пружајући здравствену процену и негу новорођенчади у болници у којој раде. Неки неонатолози, посебно они који раде у академским установама и баве се клиничким и основним научним истраживањима, могу пратити новорођенчад месецима или чак годинама након отпуста из болнице како би боље проценили дугорочне исходе.
Новорођенче пролази кроз бројне адаптације на живот изван утробе, а његови физиолошки системи, као што је имунолошки систем, далеко су од потпуно развијених.

## Главне болести новорођенчади
Болести које изазивају забринутост током неонаталног периода укључују:
- Болести плућа: педијатријски акутни респираторни дистрес синдром, пролазна тахипнеја новорођенчета , пнеумоторакс, плућни интерстицијски емфизем, пнеумомедијастинум, плућна хипертензија, плућна крварења, хронична болест плућа и апнеја.

- Болести срца
- Болести бубрега
- Инфективне болести
- Метаболичке болести: хипогликемија, хипокалцемија, хипермагнеземија, урођене неправилности метаболизма
- Наследне болести
- Неонатална жутица

## Компензација
Прерано рођење је један од најчешћих разлога за хоспитализацију. Просечни трошкови болничког лечења од 2003. до 2011. године за мајчинске и неонаталне хируршке услуге били су најнижи трошкови болница у Сједињеним Државама. У 2012. години, мајке или новорођенчад чинили су највећи проценат хоспитализација међу новорођенчадима, одраслима старости од 18 до 44 године и особама које су биле покривене Medicaid-ом.
Између 2000. и 2012. године, број неонаталних боравка у Сједињеним Америчким Државама осцилирао је око 4,0 милиона, достигавши врхунац од 4,3 милиона у 2006. години. Мајчински и неонатални боравци чинили су 27 процената свих хоспитализација у САД-у 2012. године. Међутим, просечни трошкови болничког лечења остали су најнижи од три типа болничких боравка (медицински, хируршки, мајчински/неонатални). Просечни трошкови болничког боравка за мајчински/неонатални боравак износили су $4,300 у 2012. години (за разлику од $8,500 за медицинске боравке и $21,200 за хируршке боравке у 2012. години).